# Bão Fengshen (2008)

## Đường đi của bão
Bão Fengshen (giản thể: 风神; phồn thể: 風神), (đặt tên quốc tế: 0806, tên theo JTWC: 07W, tên theo PAGASA Frank) là cơn bão nhiệt đới chính thức thứ 6 trong mùa bão Thái Bình Dương năm 2008. Cơn bão này đã gây ra tổn thất về người và tài sản ở Philippines, khiến cho ít nhất 664 người thiệt mạng và 1.007 người mất tích.

## Lịch sử khí tượng
Một vùng thấp hình thành ở phía đông Philippines, cơ quan cảnh báo bão quốc gia Philippines (PAGASA) đã nâng cấp vùng thấp này thành ấp thấp nhiệt đới Frank,

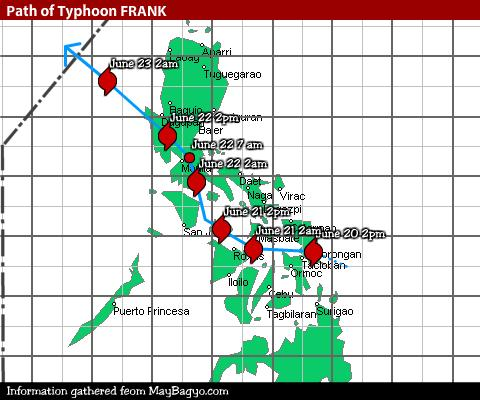
Đường đi của bão Fengshen (Frank) khi qua Philippines.

Ngày 18 tháng 6 năm 2008, một vùng áp thấp mà Cơ quan quản lý khí tượng, vật lý địa cầu và khí quyển Philipin (PAGASA) đã theo dõi trước đó đã mạnh lên thành áp thấp nhiệt đới Frank. Cuối ngày đó cả Trung tâm cảnh báo bão chung (JTWC) và Cơ quan Khí tượng Nhật Bản (JMA) đã ban hành thông báo đầy đủ về Frank với tên theo JTWC là Áp thấp nhiệt đới 07W.
Sáng hôm sau, JMA đã nâng cơn áp thấp này thành bão nhiệt đới và đặt tên nó là Fengshen (Phong Thần). Tên này do Cộng hòa Nhân dân Trung Hoa cấp và có nghĩa là Thần Gió. Bão nhiệt đới Fengshen nhanh chóng mạnh lên trong ngày đó và trở thành bão nhiệt đới mạnh vào giữa ngày và sau đó thành siêu bão (typhoon) theo thông báo số 1800z của JMA.
Ngày hôm sau, bão Fengshen đã đổ bộ và phía đông Samar ở miền trung Philippines và di chuyển theo hướng tây bắc trên các đảo.